# 러시아 인민예술가상
러시아 인민예술가상(러시아어: Народный артист России Narodny artist Rossii, 영어: People's Artist of Russia)은 연극, 영화, 무용, 서커스 등 공연 예술계에서 탁월한 성과를 보인 러시아 인민에게 수여하는 명예 훈장이자 최고 권위 상이다. 소련 해체 후 소비에트 연방의 인민예술가상(Народный артист СССР)과 러시아 소비에트 연방 사회주의 공화국상(Народный артист РСФСР)을 계승했다.

## 수훈자

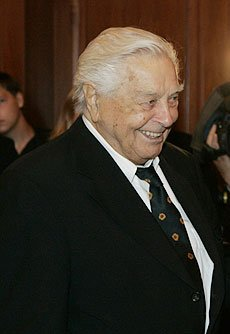
연극 배우 유리 류비모프
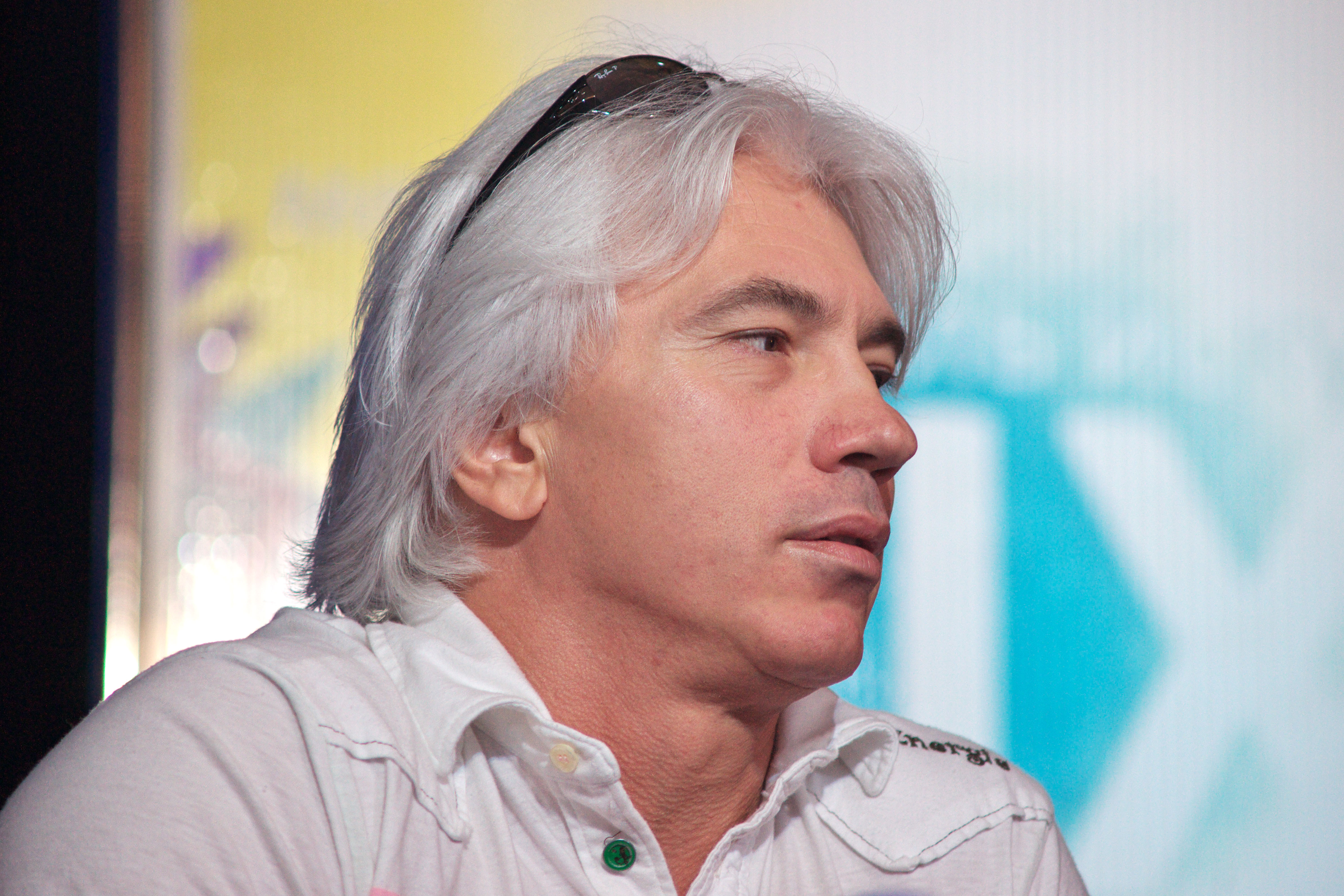
오페라 가수 드미트리 흐보로스톱스키
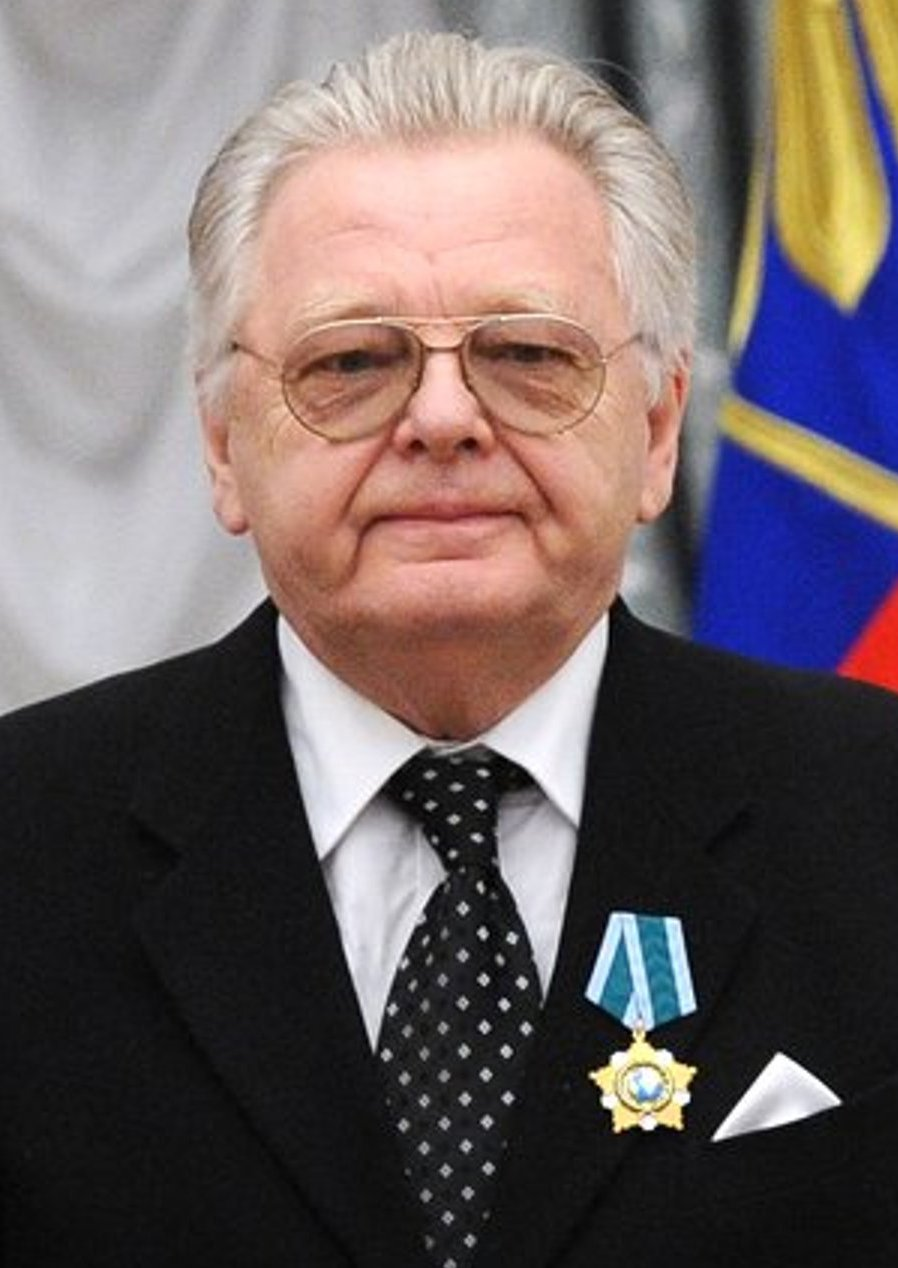
작곡가 겸 가수 유리 안토노프
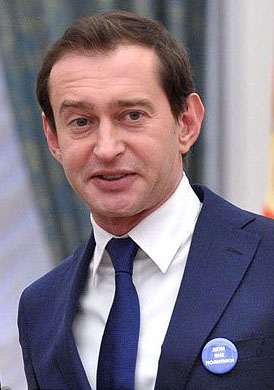
배우 콘스탄틴 하벤스키
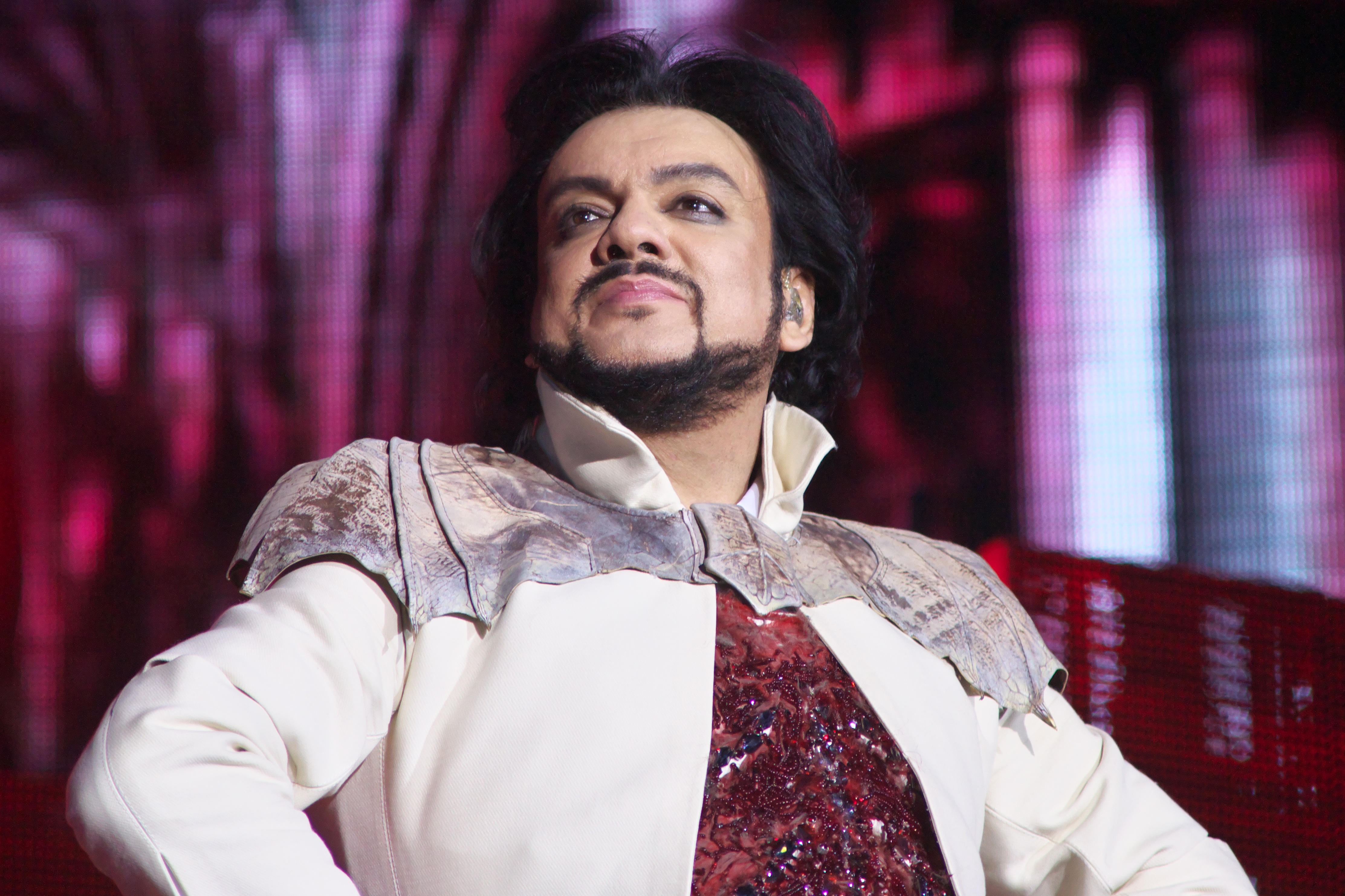
가수 필리프 키르코로프
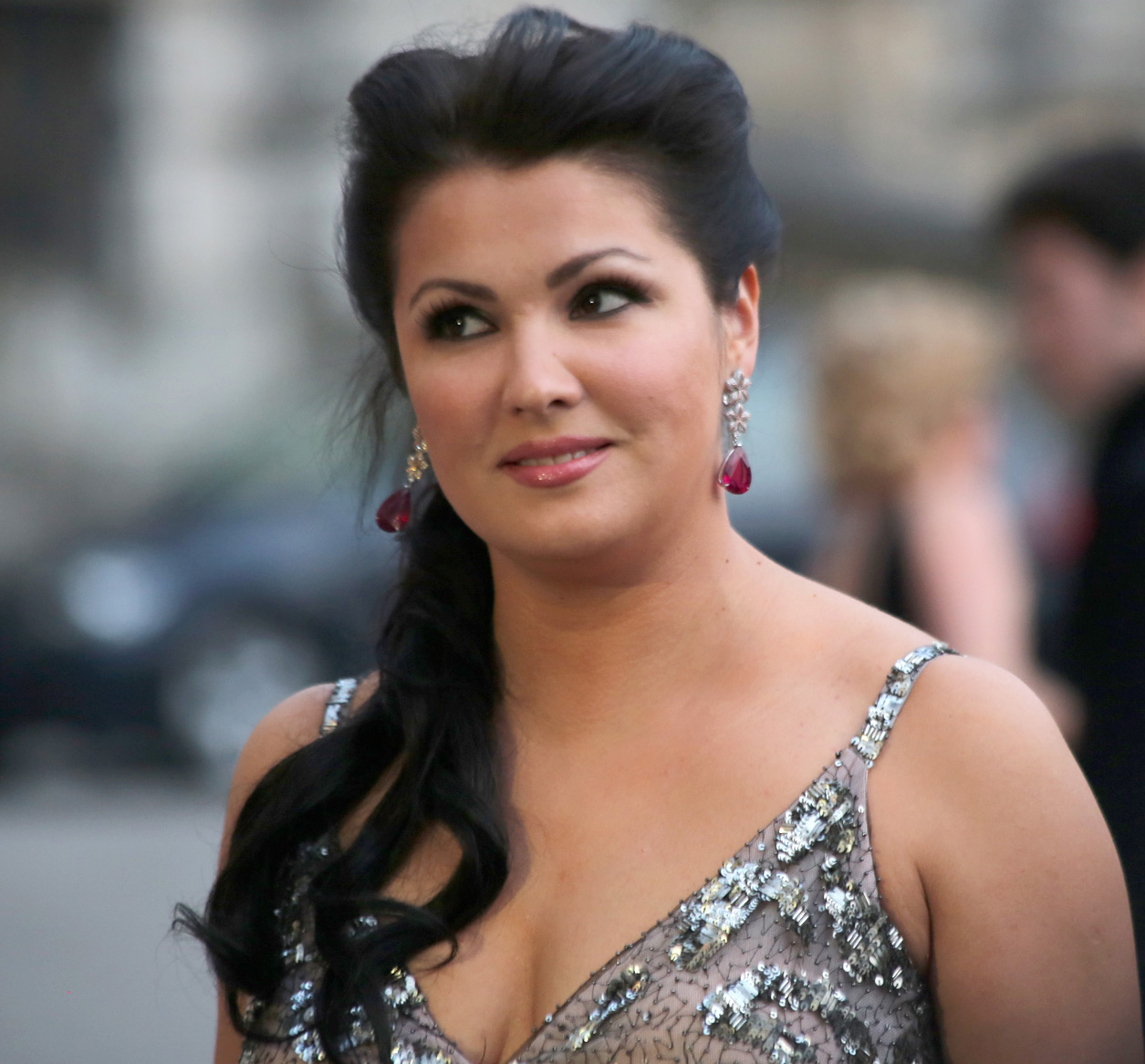
오페라 가수 안나 네트렙코
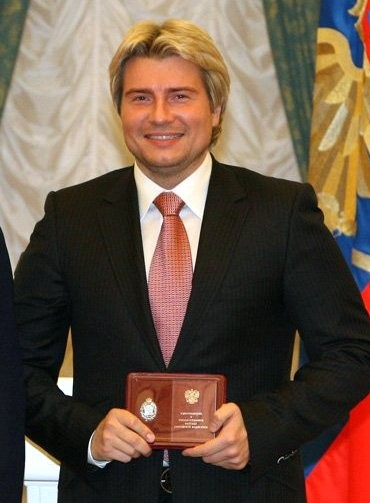
가수 니콜라이 바스코프
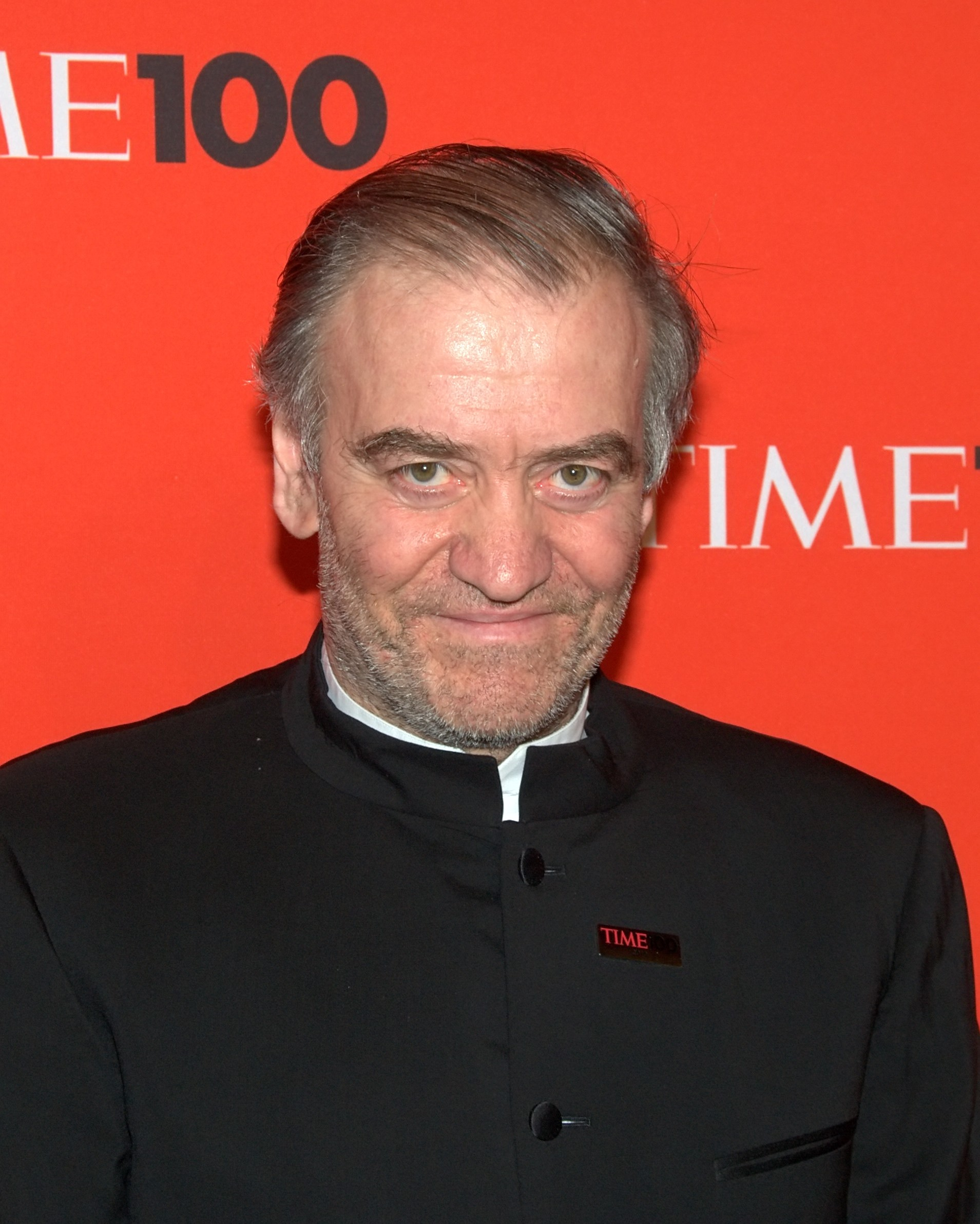
지휘자 발레리 게르기예프
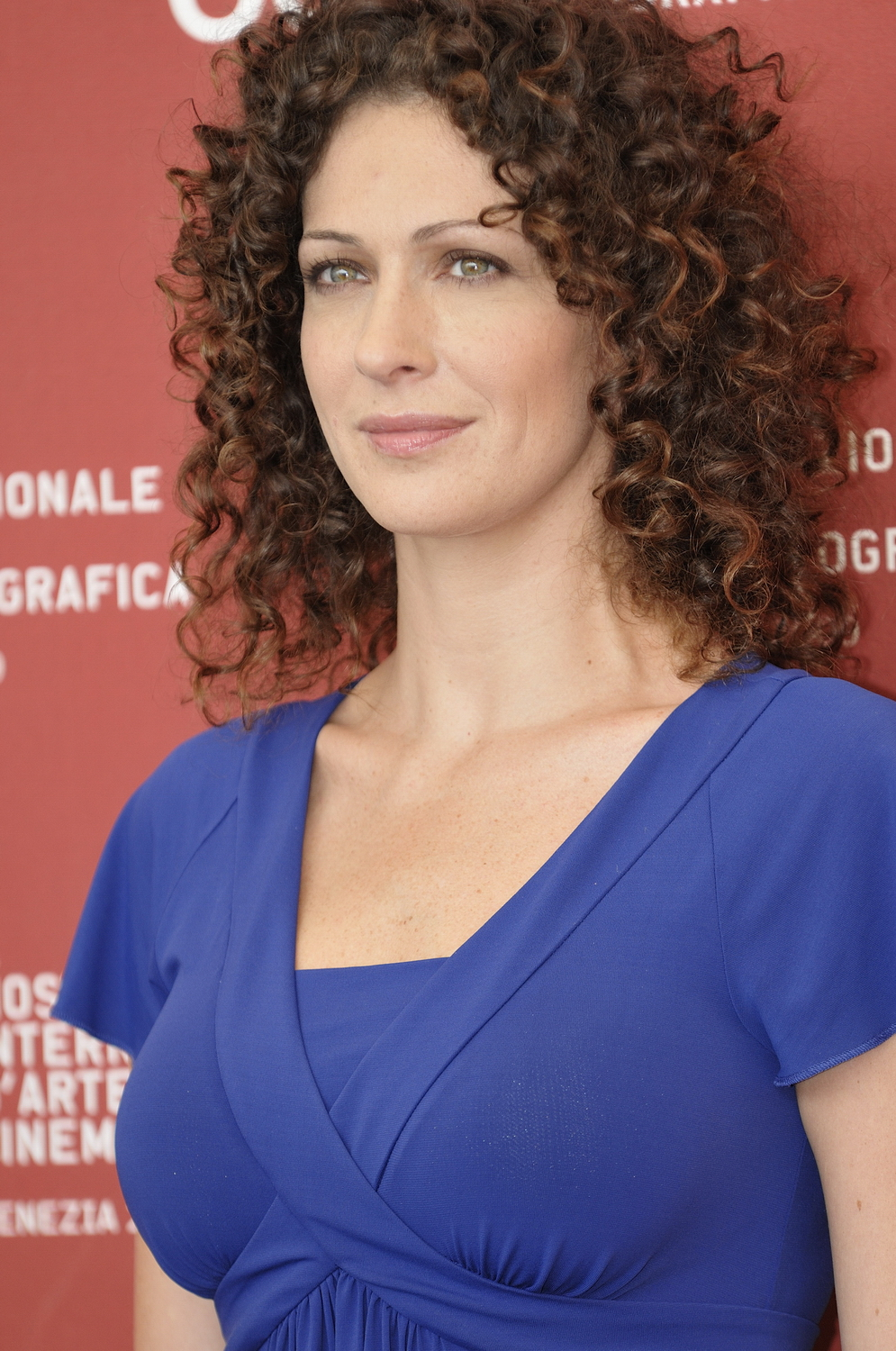
배우 크세니야 라포포르트
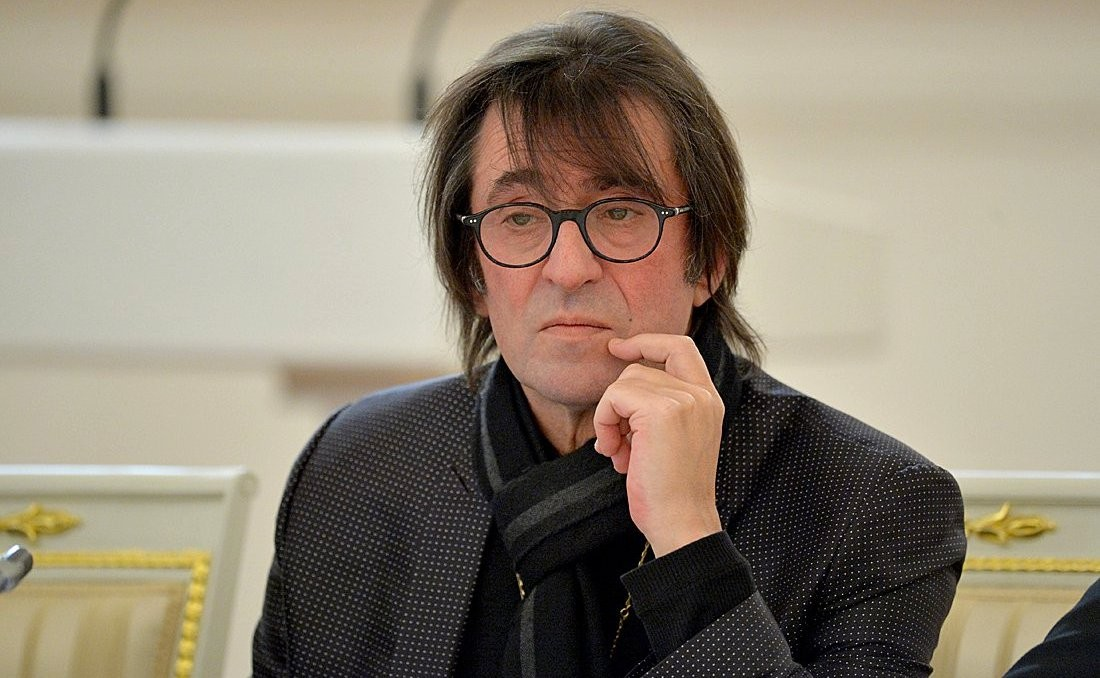
지휘자 유리 바시메트
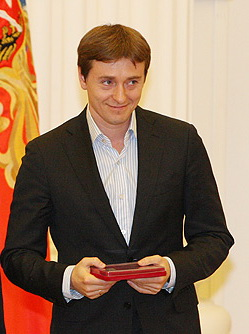
배우 세르게이 베즈루코프
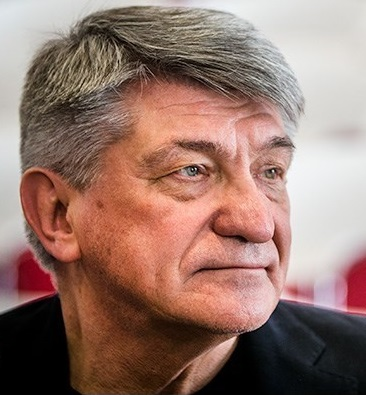
영화 제작자 알렉산드르 소쿠로프
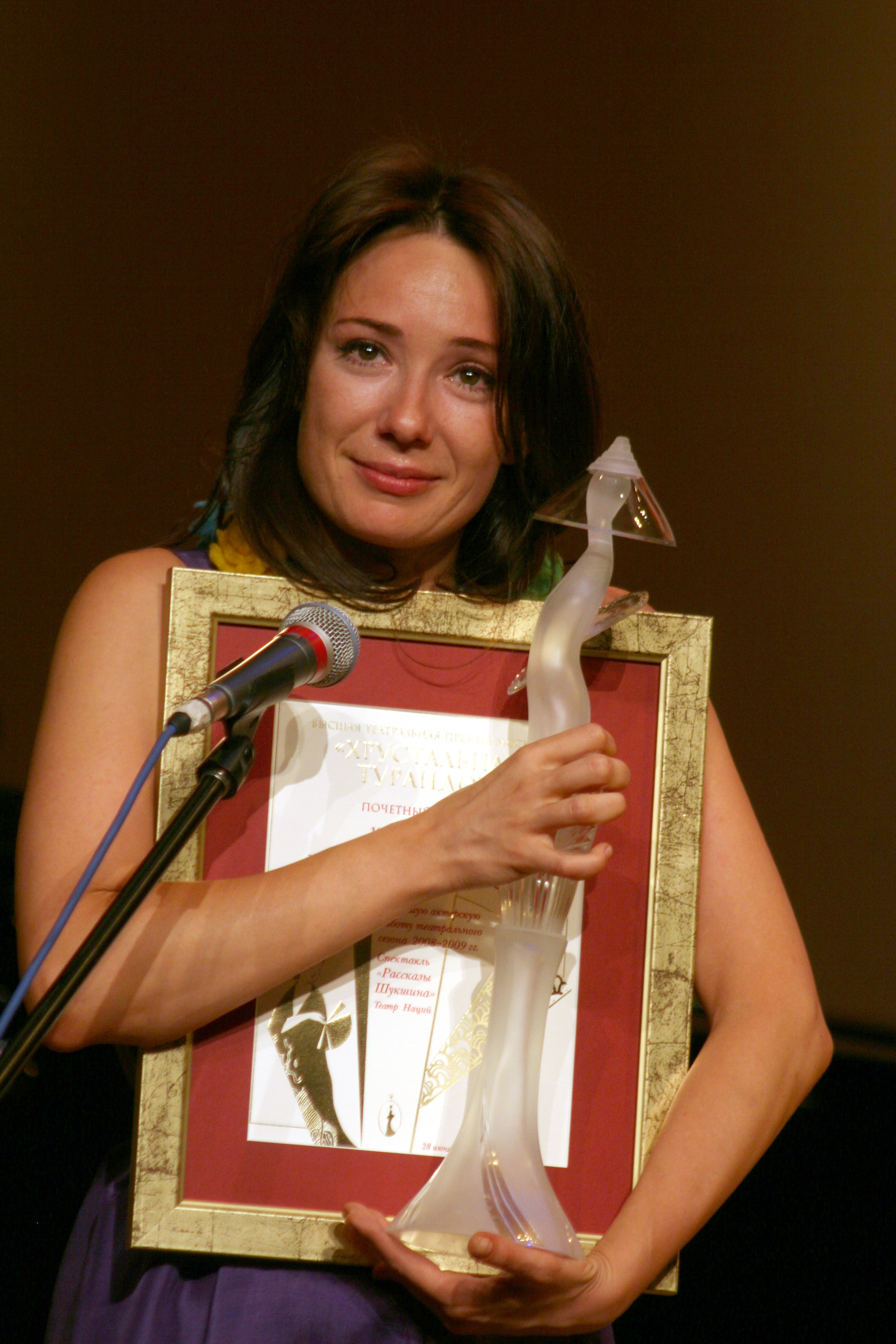
배우 출판 하마토바
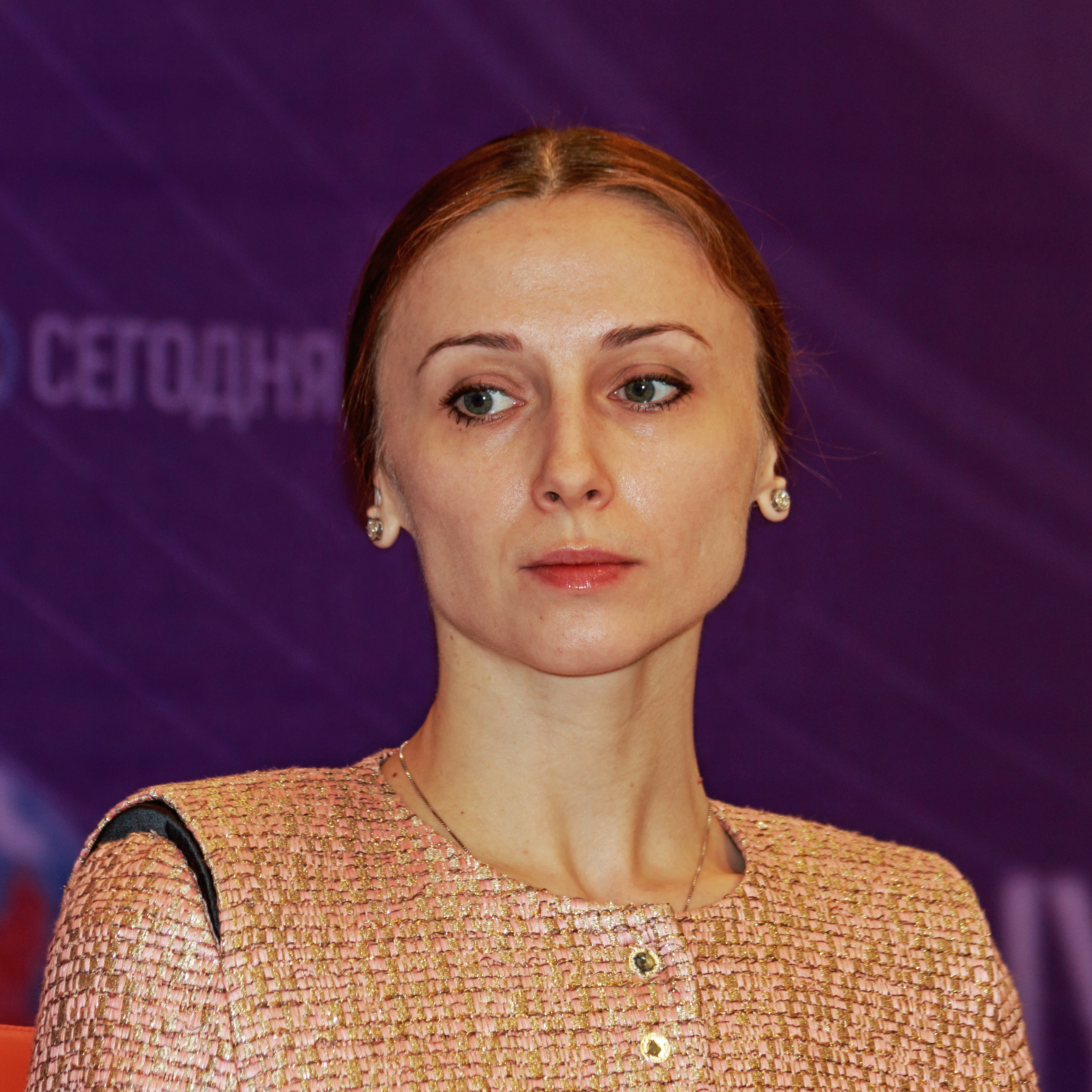
수석 무용수 스베틀라나 자하로바
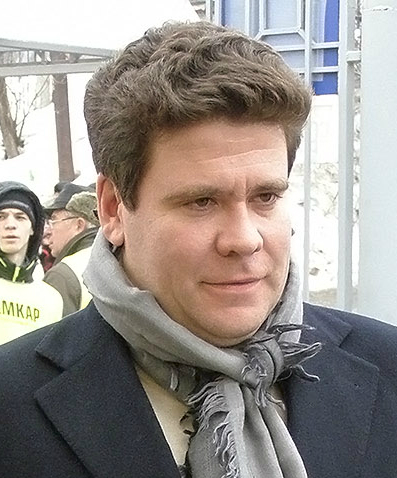
피아노 연주자 데니스 마추예프
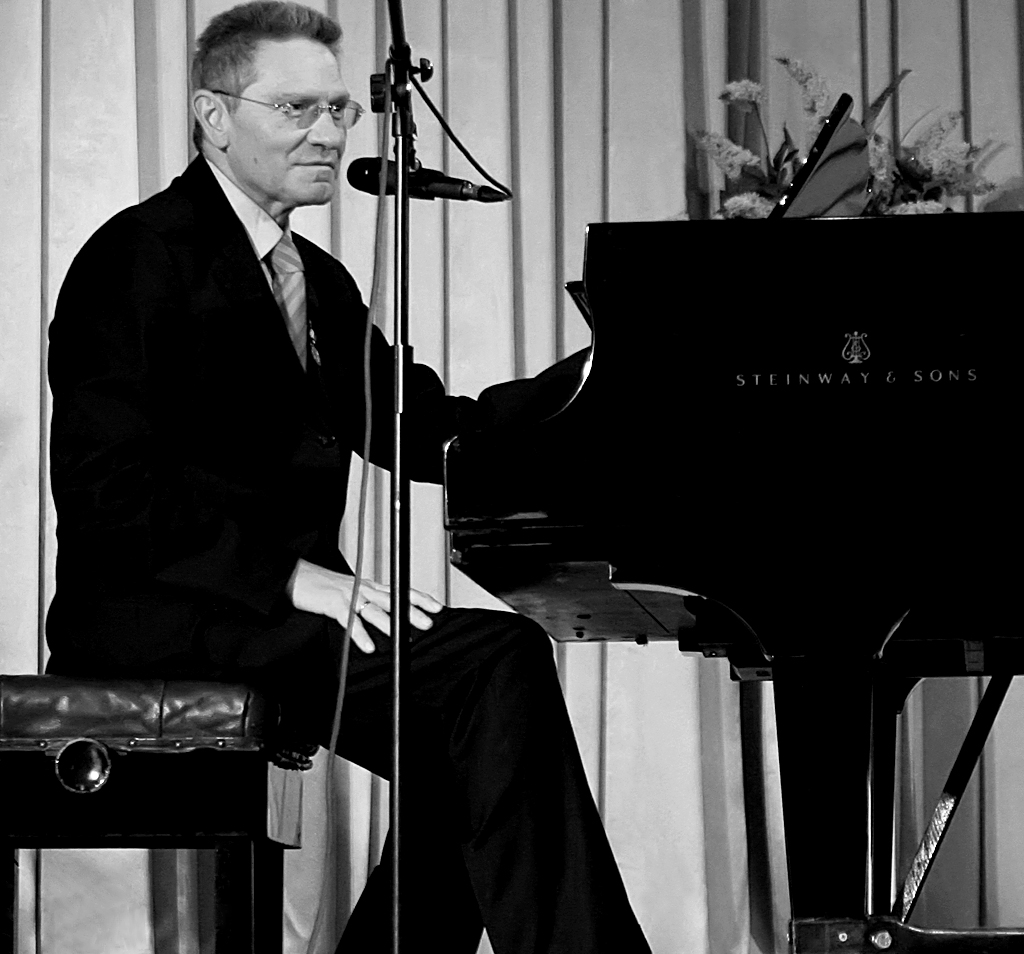
작곡가 다비트 투흐마노프
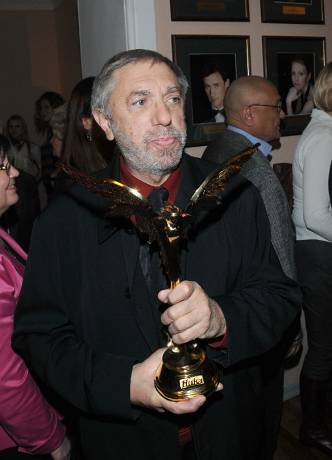
작곡가 에두아르드 아르테몌프